# Louis de La Palud
Louis de La Palud, detto anche le cardinal de Varambron (Châtillon-la-Palud, 1370/1380 – Roma, 21 settembre 1451), è stato un abate, vescovo cattolico e cardinale svizzero.
Dapprima monaco benedettino, quindi vescovo di Losanna e successivamente di San Giovanni di Moriana.

## Biografia
Louis proveniva da una famiglia della Bresse, ed era figlio di Aymé de La Palud, signore di Varambon, e di Alix de Corgenon. Dopo gli studi alla Sorbona, entrò nell'ordine benedettino a Tournus. Dal 1404 fu abate di Ambronay e dal 1413 di Tournus. Louis prese parte ai concili di Costanza (1414-1418), Siena (1423) e Basilea (1431-1449). Nel 1431 fu nominato vescovo di Losanna. Papa Eugenio IV lo trasferì nel 1433 ad Avignone. Louis non accettò il trasferimento, e il rifiuto fu accettato nel 1435 dal Concilio di Basilea, dopo di che Louis fu scomunicato da Eugenio IV nel 1436.
L'antipapa Felice V lo nominò nel 1440 cardinale e dal 1441 vescovo di San Giovanni di Moriana.
Nel 1449 divenne papa Niccolò V, che lo perdonò e nel 1449 lo nominò cardinale presbitero di Sant'Anastasia.